# Ceraleurodicus
Ceraleurodicus es un género de insectos hemípteros de la familia Aleyrodidae, subfamilia Aleyrodinae. El género fue descrito primero por Hempel en 1922. La especie tipo es Ceraleurodicus splendidus.

## Especies
La siguiente es la lista de especies pertenecientes a este género.
- Ceraleurodicus assymmetrus (Bondar, 1922)
- Ceraleurodicus duckei Penny & Arias, 1980
- Ceraleurodicus hempeli Costa Lima, 1928
- Ceraleurodicus keris Martin, 2004
- Ceraleurodicus neivai (Bondar, 1928)
- Ceraleurodicus splendidus Hempel, 1922
- Ceraleurodicus varus (Bondar, 1928)